# NKノヴィ・トラヴニク
NKノヴィ・トラヴニク（NK Novi Travnik）は、ボスニア・ヘルツェゴビナのボスニア・ヘルツェゴビナ連邦中央ボスニア県ノヴィ・トラヴニクをホームタウンとするサッカークラブである。

## 歴史
1949年に創設された。正式に創設されたのは1950年9月であるが、エンブレムにはサッカー部門が誕生した年である1949年が使用されている。NKメタラツ (NK Metalac) として創設され、後にNKブラツトヴォ (NK Bratstvo) に改称された。
NKブラツトヴォは1992年にボスニア・ヘルツェゴビナ紛争の影響で活動を停止、1994年にボスニア人によって活動が再開されたが、クロアチア人はHNKノヴィ・トラヴニク (HNK Novi Travnik) を創設した。財政難により、2002年にNKブラツトヴォ、後にHNKノヴィ・トラヴニクも解散した。
2013年4月27日にNKノヴィ・トラヴニク (NK Novi Travnik) が創設された。カントナルナ・リーガ（県リーグ）の中央ボスニア県1部リーグで優勝、2015年にドルガ・リーガFBiH・西地域で優勝してプルヴァ・リーガFBiHに昇格した。2017年にドルガ・リーガFBiHに降格した。
2017-18シーズンにドルガ・リーガFBiH・西地域で優勝、昇格プレーオフで同・北地域優勝のFKブドゥチノスト・バノヴィチと対戦し、0-2、4-1で勝利してプルヴァ・リーガFBiHに昇格した。

## 獲得タイトル
- ドルガ・リーガFBiH：2回
  - 2014-15, 2017-18